# Для тех, кто видит сны. Vol.2
«Для тех, кто видит сны. Vol.2» — пятый студийный альбом российской группы «Оргия Праведников». Был записан в Москве в 2011—2015 годах. Презентация альбома прошла 7 февраля 2016 года, в московском клубе «Volta». Диск является тематическим продолжением альбома Для тех, кто видит сны. Vol.1 — предыдущего студийного альбома группы, вышедшего на шесть лет раньше. Как и в других альбомах группы, автором текстов выступил Сергей Калугин, музыку же писали все члены группы.

## История создания
Запись альбома продолжалась около четырёх лет: она была начата 22 октября 2011 года.
Альбом предварял вышедший в 2012 году макси-сингл «Шитрок». Предполагалось, что из четырёх изданных на нём песен две — «Шитрок» и «Чёрная земля» — войдут в альбом «Для тех, кто видит сны. Vol.2», однако в результате в альбом вошла только «Чёрная земля».
Кроме того, в ходе работы над альбомом были выпущены два интернет-сингла (через магазины iTunes Store и Google Play): 30 сентября 2013 года вышел «Русский экстрим», а 7 марта 2014 года — «Вдаль по синей воде».
В конце 2015 года, когда альбом уже был записан, «Оргия Праведников» провела краудфандинговую компанию по сбору средств для его издания. В компании приняли свыше тысячи человек: средства были успешно собраны, а заявленная музыкантами сумма в полмиллиона рублей была превышена более чем вдвое.

## Запись
Большая часть песен была записана в собственной студии «Оргии Праведников» («Just Studio») звукорежиссёрами Иваном Лубяным и Андреем Равиным, а также Юрием Руслановым в его домашней студии «YUR records». Рояль для песни «78-й» был записан Эвелиной Шмелёвой в студии «MSG». Орган для песни «Эпитафия II» и рояль для песен «Flores de Muertos», «Окна» и «Рыцари неба» был записан Андеем Равиным в Белом Зале Московской консерватории.
Сведение и мастеринг провёл Юрий Богданов в студии «Magic Mastering Studio».

## Издание
Альбом был издан в трёх вариантах: в виде стандартного сидибокса, диджипака и двойного альбома (вместе с «Для тех, кто видит сны. Vol.1»)
Дизайн буклета и обложки выполнил Александр Уткин. В буклете использованы фотографии Кирилла Санталова.

## Участники записи
Группа Оргия Праведников:
- Сергей Калугин — акустическая гитара, вокал, бэк-вокал
- Алексей Бурков — электрогитара, акустическая гитара, мандолина, чаранго, перкуссия, бэк-вокал
- Юрий Русланов — флейты, рояль, синтезатор, вокал, бэк-вокал, перкуссия, программирование
- Артемий Бондаренко — бас-гитара, вокал, бэк-вокал, программирование
- Александр Ветхов — ударные, перкуссия

А также:
- Таисия Кислякова — виолончель («Flores de Muertos», «78-й», «Рыцари неба»), бэк-вокал («Эпитафия II»)
- Елена Юркина — сопрано («Flores de Muertos», «Вдаль, по синей воде», «Русский экстрим», «78-й», «Окна», «REX»)
- Ирина Вылегжанина — виолончель («Чёрная земля»)
- Наталья Нгуен — рояль («78-й»)
- Анна Демидова — орган («Эпитафия II»)
- Михаил Иглицкий — ассистент органиста («Эпитафия II»)
- Александр Миткевич — труба («Flores de Muertos», «78-й», «Для тех, кто видит сны»)
- Максим Семенов — валторна («Flores de Muertos», «78-й», «Для тех, кто видит сны»)
- Ростислав Квасов — тромбон («Flores de Muertos», «78-й», «Для тех, кто видит сны»)
- Иван Лубяный — бэк-вокал («Эпитафия II», «REX»)
- Петя Бурков (сын Алексея Буркова) — детский голос («REX»)
- Хор под управлением Александры Сидоровой («REX»)

## Список композиций
1. Flores de Muertos (4:44)
2. Вдаль, по синей воде (5:05)
3. Звёздной тропой (4:56)
4. Чёрная земля (3:16)
5. Эпитафия II (5:25)
6. Русский экстрим (3:11)
7. 78-й (5:12)
8. Окна (4:42)
9. Рыцари неба (5:16)
10. Для тех, кто видит сны (3:32)
11. REX (8:21)

- Альбом «Для тех, кто видит сны. Vol.2» отличается от других номерных дисков «Оргии Праведников» тем, что содержит 11 треков (в четырёх предыдущих было 10). 11-я песня этого альбома — «REX» — ранее издавалась в альбоме «Двери! Двери!», была перезаписана для альбома «Для тех, кто видит сны. Vol.2» и названа в нём бонус-треком. Но в действительности она им не является, так как без этой песни альбом никогда не издавался.[источник не указан 2555 дней]
- В версии песни «REX» в альбоме «Двери! Двери!» партию детского голоса исполнил сын Сергея Калугина, а в новой версии в «Для тех, кто видит сны. Vol.2» — сын Алексея Буркова.[источник не указан 2555 дней]

## Критика
"Не с первых слов и даже не с первых нот — с самой обложки, заставляющей вспомнить и мрачную индуистскую богиню Кали, и мексиканский День Мертвых, видно, что второй диск «Для Тех, Кто Видит Сны» «Оргии праведников» посвящен тем, кто видит совсем другие сны — те самые, о которых мучительно рассуждает Гамлет: «Какие сны в том смертном сне приснятся, когда покров земного чувства снят?» И в первой же композиции автор яростно декларирует, что для него смерть не вечность небытия, а лишь конечный, подобный сну промежуток…"